# Schneestock
Schneestock är en bergstopp i Schweiz.   Den ligger i distriktet Goms och kantonen Valais, i den centrala delen av landet, 80 km öster om huvudstaden Bern. Toppen på Schneestock är 3 608 meter över havet, eller 35 meter över den omgivande terrängen. Bredden vid basen är 0,16 km.
Terrängen runt Schneestock är huvudsakligen bergig. Schneestock är den högsta punkten i trakten. Närmaste större samhälle är Engelberg, 19,3 km norr om Schneestock. 
Trakten runt Schneestock består i huvudsak av gräsmarker. Trakten runt Schneestock är nära nog obefolkad, med mindre än två invånare per kvadratkilometer.